# Tréglonou
Tréglonou é uma comuna francesa na região administrativa da Bretanha, no departamento Finisterra. Estende-se por uma área de 5,88 km². Em 2010 a comuna tinha 692 habitantes (densidade: 117,7 hab./km²).